# كلارك دبليو. ماكدونل
كلارك دبليو. ماكدونل (بالإنجليزية: Clark W. McDonnell)‏ هو سياسي أمريكي، ولد في 19 مايو 1870 في نوفا سكوشا في كندا، وتوفي في 15 مايو 1952 في بيسمارك في الولايات المتحدة. حزبياً، نشط في North Dakota Republican Party ‏. وقد انتخب عضو مجلس نواب داكوتا الشمالية.